# Blake Moore
Blake David Moore (Ogden, 22 giugno 1980) è un politico statunitense, membro della Camera dei rappresentanti per lo stato dello Utah dal 2021.

## Biografia
Moore nasce ad Ogden, nello Utah. Durante gli anni del liceo è stato quarterback della squadra di football. Si iscrive poi all'Università dello Utah, dove si laurea in scienze comportamentali, per poi conseguire un Master of Science in politiche pubbliche e amministrazione presso la Northwestern University.
Iscrittosi al Partito Repubblicano, nel 2020 viene eletto nel 1º distretto dello Utah al Congresso statunitense ed entra in carica il 3 gennaio 2021.

## Vita privata
Sposato con Jane Boyer, la coppia ha avuto tre figli.